# Gillette

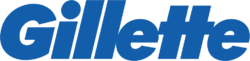
Logo của Gillette được sử dụng từ năm 1989 đến 2008.

Gillette là một thương hiệu dao cạo an toàn và các sản phẩm chăm sóc cá nhân khác bao gồm vật tư cạo râu, thuộc sở hữu của tập đoàn đa quốc gia Procter & Gamble (P & G).
Có trụ sở tại Boston, Massachusetts, Hoa Kỳ, nó thuộc sở hữu của The Gillette Company, nhà cung cấp sản phẩm thuộc nhiều nhãn hiệu khác nhau cho đến khi công ty đó sáp nhập vào P & G vào năm 2005. Công ty Gillette được King C. Gillette thành lập vào năm 1901 với tư cách là nhà sản xuất dao cạo an toàn.
Dưới sự lãnh đạo của Colman M. Mockler Jr. với tư cách là CEO từ năm 1975 đến năm 1991, công ty là mục tiêu của ba nỗ lực tiếp quản, từ Ronald Perelman và Coniston Partners. Vào ngày 1 tháng 10 năm 2005, Procter & Gamble đã hoàn tất việc sáp nhập với Công ty Gillette.
Các tài sản của Công ty Gillette đã được hợp nhất thành một đơn vị của P&G được gọi là "Global Gillette". Vào tháng 7 năm 2007, Global Gillette đã bị giải thể và sáp nhập vào hai bộ phận chính khác của Procter & Gamble: Procter & Gamble Beauty và Procter & Gamble Household Care. Các nhãn hiệu và sản phẩm của Gillette được phân chia giữa hai loại tương ứng. Trung tâm R&D của Gillette ở Boston, Massachusetts và Trung tâm sản xuất Gillette South Boston (được gọi là "Trụ sở cạo râu thế giới của Gillette"), vẫn tồn tại như một địa điểm làm việc chức năng dưới thương hiệu Gillette thuộc sở hữu của Procter & Gamble. Các công ty con của Gillette Braun và Oral-B, trong số những công ty khác, cũng đã được P&G giữ lại.